# Neuberg (Vienne)
Pour les articles homonymes, voir Neuberg.
Le Neuberg est une colline culminant à 418 mètres d'altitude dans l'arrondissement viennois de Döbling.

## Géographie
Le Neuberg se situe à l'est du Dreimarkstein, à la frontière des deux districts Obersievering et Salmannsdorf. La montagne se trouve dans une branche nord-est des Alpes orientales et fait partie géologiquement de la zone des flyschs, qui est composée de grès, de marne et d'argile.

## Histoire
À l'origine, seuls les pentes inférieures et le Ried Mitterbergen légèrement plus élevé étaient utilisés pour la viticulture. La montagne a été mentionnée pour la première fois dans un document en 1299 à propos d'un vignoble. Le nom vient donc de la terre nouvellement défrichée qui a été récupérée pour la viticulture. Aujourd'hui encore, le long versant sud est couvert de vignes.